# The Linq
The Linq, vroeger de Flamingo Capri, Imperial Palace en The Quad geheten, is een in 1959 geopend hotel en casino op de Strip in Las Vegas, Nevada, Verenigde Staten. Het hotel is eigendom van en wordt beheerd door Harrah's Imperial Palace Corporation, een dochteronderneming van Caesars Entertainment Corporation.
The Quad ligt aan de Las Vegas Boulevard in Las Vegas. Aan de verschillende zijkanten wordt The Quad begrensd door het Flamingo, het Harrah's en het O'Sheas Casino. Aan de overkant van de boulevard bevindt zich het Caesars Palace. In de toekomst zijn er de plannen om het Project Linq op deze plek van de Strip te bouwen. Hier zal het Imperial Palace deel van uit gaan maken onder de naam "The Quad".

## Geschiedenis

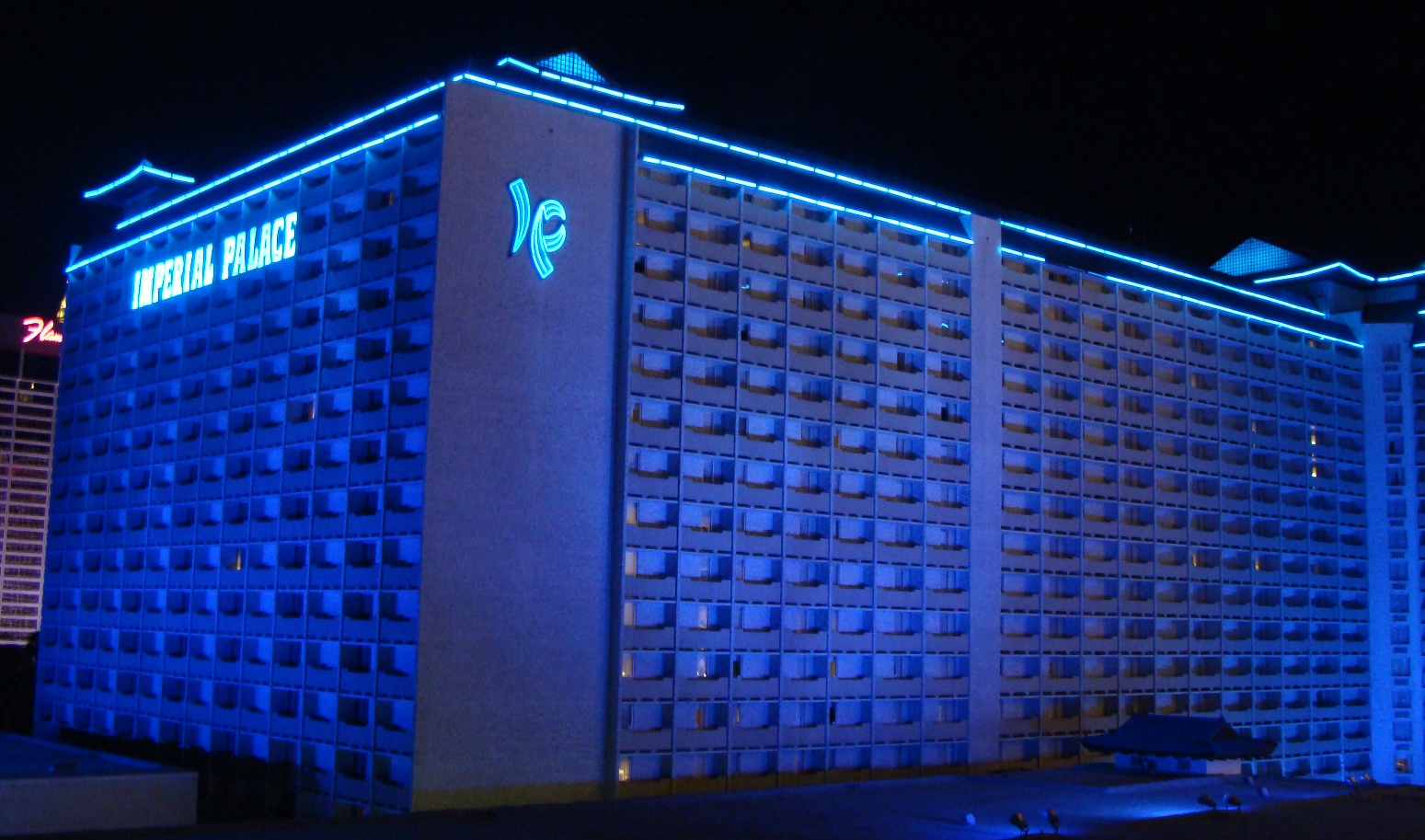
Het Imperial Palace bij nacht.

Tussen 1959 en 1979 werd het gebouw Flamingo Capri genoemd voordat het in november 1979 van naam veranderde naar Imperial Palace. Dit gebeurde omdat Ralph Engelstad het hotel kocht.
Een jaar later werd het Imperial Theater geopend en nog een jaar later werd de eerste negentien verdiepingen hoge toren aan het hotel toegevoegd. Samen met deze extra toren kwam ook de Auto collectie van het Imperial Palace op de vijfde verdieping van de parkeergarage dat ook onderdeel was van de uitbreiding. Een tweede toren van opnieuw negentien verdiepingen werd in augustus 1982 aan het hotel toegevoegd. Dit bracht het totaal aantal kamers op 1.500.
Bij een tweede renovatie in 1986 werd een derde toren van negentien verdiepingen aan het hotel toegevoegd. Er kwamen nog 700 kamers bij, wat het totaal op 2.100 kamers bracht, en het casino werd uitgebreid naar 1.400 m². Bij deze uitbreiding werden ook het conferentiecentrum en de vergaderzalen uitgebreid.
Een grote verbouwing tussen 1987 en 1989 zorgde voor de vierde en laatste negentien verdiepingen hoge toren. Dit bracht het totaal aantal kamers op 2.640, daarnaast werd er ook een nieuw zwembad gerealiseerd. Ook werd er een nieuw spa en beautycentrum, een fitnesscentrum, een race- en sporthoek en kantoren geopend bij het Imperial Palace.
In 1984 werd een koppel uit Missouri aangevallen in hun hotelkamer door een man gekleed in werknemerskleding van het hotel. De twee werden in elkaar geslagen, vastgebonden en de vrouw werd verkracht door de man. De dader werd nooit gepakt maar het koppel klaagde het Imperial Palace aan voor het niet voldoende toezien op de veiligheid van de gasten. De aanklacht duurde tot eind 1989, omdat er beschuldigingen werden geuit door het koppel dat verschillende werknemers bewijs zouden hebben laten verdwijnen. Uiteindelijk werd de aanklacht afgedaan met een schikking.
De aanklacht van het koppel leidde indirect tot grotere problemen voor het hotel. In 1988 werd er door verschillende werknemers, nadat deze ontslagen waren omdat ze hadden gepraat met de minister van justitie, gepraat met de Nevada Gaming Control Board en lokale media over enkele door Ralph Engelstad georganiseerde feesten met een nazi-thema. De feesten werden gehouden in de door Engelstad zo genoemde "War Room", waar een groot aantal nazi-stukken uit de Tweede Wereldoorlog staan. Een controverse ontstond waarna Engelstad verklaarde dat alle items in de kamer puur uit historisch oogpunt waren geplaatst. De Gaming Board beval aan dat Engelstad zijn licentie zou verliezen en een boete van tweehonderdduizend dollar zou krijgen. Uiteindelijk werd een schikking getroffen van anderhalf miljoen dollar en mocht Engelstad zijn licentie houden.
In augustus 2005 kondigde de Harrah's Entertainment Incorporate aan dat ze zowel het O'Sheas Casino als het Imperial Palace wilden kopen. Deze aankoop werd voltooid op 23 december 2006. In een conference-call in november 2005 werd er opgemerkt door de voorzitter van Harrah's, Gary Loveman, dat het Imperial Palace en het O'Sheas of kleine veranderingen of plaats zou moeten maken voor uitbreidingen van het Harrah's en/of het Flamingo. Sindsdien zijn er vele miljoenen in het renoveren van de verschillende hotels en casino's gestoken.
De nieuwe plannen voor het gebied rond het Imperial Palace, O'Sheas en Flamingo werden in juli 2009 gepubliceerd. In deze plannen zou het Imperial Palace niet meer gesloopt worden maar worden verbouwd. In 2011 werd bekendgemaakt dat het Imperial Palace deel zou gaan uitmaken van het Linq Project. Hierbij zal de naam van het Imperial Palace worden veranderd. De nieuwe naam werd bekendgemaakt op 17 september 2012, The Quad. Op 21 december 2012 was de naamsverandering officieel.

## Ontwerp

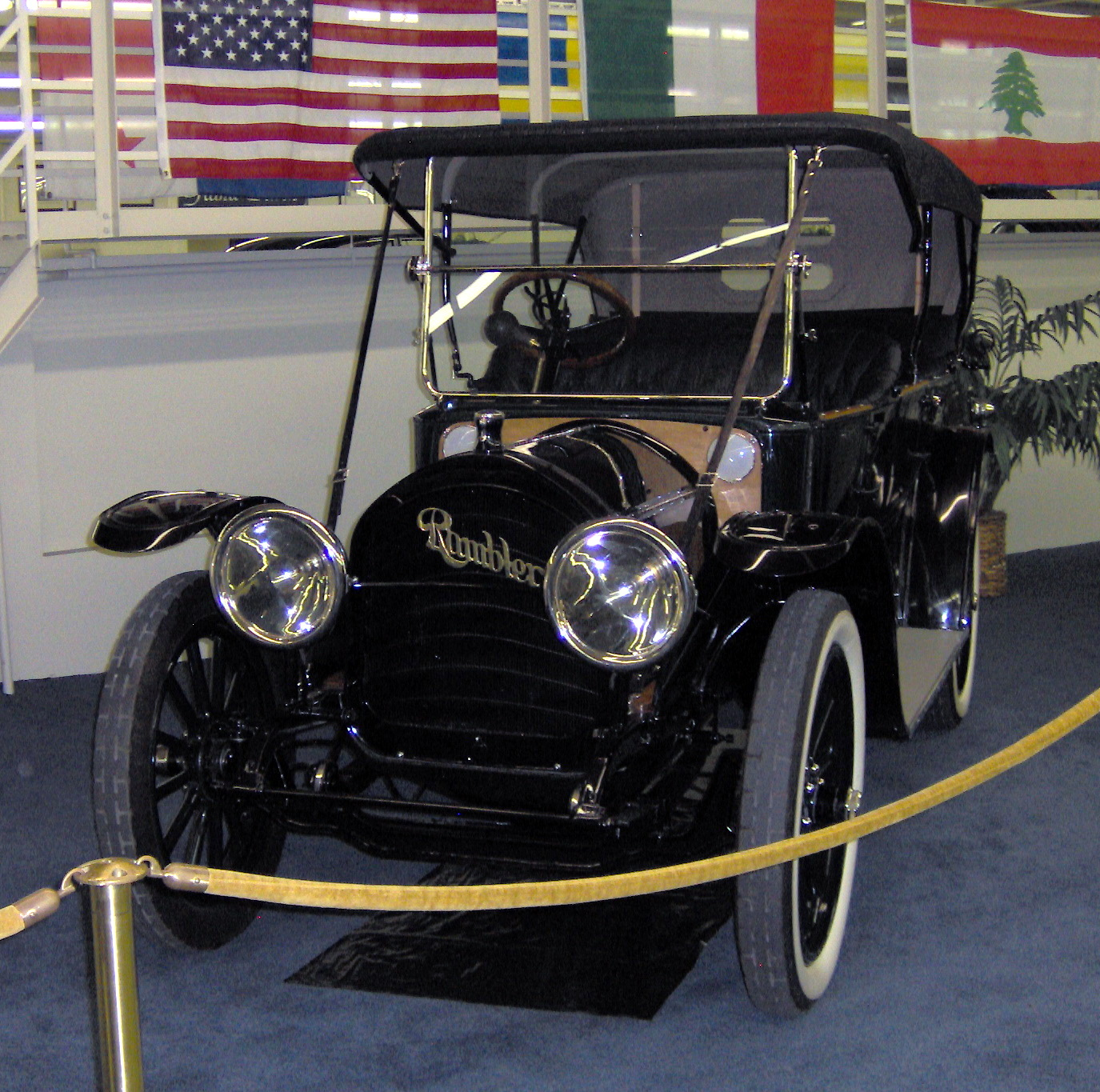
Een Rambler uit 1913 van de Emperial Palace auto collectie.

Tussen 1959 en 1979 was het hotel in dezelfde stijl gebouwd als het Flamingo, toen het van naam veranderde; in 1979 werd het thema veranderd in een Aziatisch thema. Door de grote verbouwingen tussen 1981 en 1989 staat het totaal aantal kamers van het hotel op 2.640. Daarnaast beschikt het hotel over een eigen zwembad, fitnessruimte, spa en beautysalon en conferentiecentrum.
Het casino van The Quad heeft een totale oppervlakte van 7.000 m². Verder heeft het casino een eigen sport- en raceruimte en een pokerruimte. Ook het casino heeft als thema Azië.
Enkele van de blackjack-tafels hebben "dealertainers". De dealers verkleden zich als verschillende bekendheden en doen kleine optredens als deze bekendheden. De bekendheden die worden nagedaan zijn onder anderen Elvis Presley, Ricky Martin, Cher, Shakira, Roy Orbison, Zac Brown, Shania Twain, Britney Spears.

## Autocollectie
The Quad heeft een eigen autocollectie sinds de uitbreiding van 1981. De autocollectie bevindt zich op de vijfde verdieping van de parkeergarage van het hotel en bevat een totaal van meer dan tweehonderdvijftig auto's met een totale waarde van meer dan honderd miljoen dollar. Enkele van deze auto's zijn te koop, maar de meeste zijn niet te koop.
De collectie bestaat vooral uit klassieke auto's, daarnaast zijn er ook enkele hot rods te bezichtigen. Enkele automerken die tentoongesteld staan zijn: Ford, Chevrolet, Rolls Royce, Bentley, Pontiac, Cadillac, Dodge en Ferrari.